# 埃羅伊卡半島
71°11′S 72°30′W / 71.183°S 72.500°W
埃羅伊卡半島（英語：Eroica Peninsula）是南極洲的半島，位於亞歷山大一世島西部，處於貝多芬半島以北，該島嶼根據測量和美國探險隊空中照片被繪入地圖。